# 小沢渡町
小沢渡町（こざわたりちょう）は静岡県浜松市中央区（旧南区）にある地名。
住居表示未実施。

## 概要
小沢渡町の中心部には 掛舞線が通り、この道路を中心に住宅が広がっている。町内には様々な会社が工場を構えており、掛舞線以北に工場が多数存在する。また、町の南側を通る浜松バイパス沿いにも運送会社の集荷施設等が多数存在する。
新橋町・倉松町・堤町・米津町・田尻町・法枝町・卸本町と共に新津地区の一部に含まれる。
浜松市市街地（浜松駅）から南西の方向に直線距離で6.3km先に所在。
町の南側の一部は太平洋（遠州灘）に接する。
旧南区内では最西端に位置しており、旧西区に接する。

### 隣接する町・海
- 東　新橋町　倉松町
- 西　篠原町（旧西区）
- 南　遠州灘（太平洋）　倉松町
- 北　高塚町　増楽町

## 沿革
中世は小沢渡郷と呼ばれていた。遠江国敷智郡に属していた。永禄10年8月5日の今川氏真判物写によれば、今川氏真から鈴木重時・近藤康用らに三河の吉河の替地として充行われた村の１つである。翌年暮れ今川氏真は武田信玄によって駿府を追われ、掛川城に入城したが，徳川家康がこの機に乗じて遠江に進攻し，小沢渡郷は徳川家康の支配下になった。同年のものと推定される12月12日付の徳川家康判物では、鈴木重時・近藤康用・菅沼忠久の３人に同じく安堵されている。旧高旧領取調帳によると、小沢渡村は明治元年時点は遠江浜松藩の藩領であった。
- 1889年（明治22年）4月1日 - 町村制の施行により小沢渡村は敷知郡新津村となる。
- 1896年（明治29年）4月1日 - 郡制の施行により所属郡が浜名郡新津村に変更される。
- 1951年（昭和26年）3月23日 - 浜松市に編入され同日新津村廃止。浜松市小沢渡町となる。
- 2009年（平成19年）7月1日 - 浜松市が政令指定都市となり区を設置。浜松市南区小沢渡町となる。
- 2024年（令和6年）1月1日 - 浜松市区及び区協議会の設置等に関する条例の一部を改正する条例が施行。行政区が中央区に変更され、浜松市中央区小沢渡町となる。

## 世帯数と人口
2020年（令和2年）9月1日現在の世帯数と人口は以下の通りである。
| 町丁     | 世帯数   | 人口   |
| -------- | -------- | ------ |
| 小沢渡町 | 1451世帯 | 3486人 |

## 学区
市立小・中学校に通う場合、学区は以下の通りとなる
| 番・番地等 | 小学校             | 中学校             |
| ---------- | ------------------ | ------------------ |
| 全域       | 浜松市立新津小学校 | 浜松市立新津中学校 |

## 警察
町内の警察の管轄区域は以下の通りである。
| 番・番地等 | 警察署       | 交番・駐在所   |
| ---------- | ------------ | -------------- |
| 全域       | 浜松東警察署 | 可美公園前交番 |

## 消防
町内の消防の管轄区域は以下の通りである。
| 番・番地等 | 管轄著   | 本署／出張所 |
| ---------- | -------- | ------------ |
| 全域       | 南消防署 | 本署         |

## 地域
病院
- 三方原病院（好生会）
- 長島医院婦人科

図書館
- 浜松市立可新図書館

## 交通
主な移動手段は車が一般的である。
バス
- 遠鉄バス 小沢渡線
  - 東小沢渡
  - 小沢渡
  - 西脇
  - 西小沢渡
  - 市営小沢渡団地
  - 西脇 (施設 : 三方原病院)

最寄り駅
- CA35 高塚駅（浜松市南区高塚町994-1）

主要道路
- 浜松バイパス
- 掛舞線
- さざんか通り